# レッキングクルー
『レッキングクルー』 （WRECKING CREW） は、任天堂より発売されたアクションパズルゲーム。1984年8月にアーケード版『VS.レッキングクルー』（VS. WRECKING CREW）が稼働された後、ファミリーコンピュータなどへ移植された。
1998年には本作の内容を大幅にリニューアルした『レッキングクルー'98』がスーパーファミコン向けに発売されている。

## 概要
マリオとルイージがビルの解体屋となって、モンスターに注意しながら、決められた壁を壊していく活躍するアクション型のパズルゲームで、任天堂VS.システムを使用したアーケード版がオリジナルであり、ファミリーコンピュータ（以下ファミコン）版はその移植である。アーケード版が対戦を強く打ち出した内容（2人用は同時プレイ）なのに対し、ファミコン版は1人でのプレイを主眼とした内容（2人用は交互プレイ）となり、パズル性がかなり高められている。なお、本作のルイージは他作品のような白や緑色の服装ではなくマリオと同様に赤系統の配色になっており、アーケード版ではルイージの方がやや色が薄くピンク色に近い服装、逆にファミコン版ではルイージの方が濃い赤色の服装で肌が白くなっている。
アーケード版『VS.レッキングクルー』は日本国内で1984年8月に発売された。1985年6月18日にゲーム内容をアレンジしたファミコン用のロムカセット版『レッキングクルー』が発売。定価は5,500円。1989年2月3日にはファミコンロム版を移植したディスクシステム版も書き換え専用ソフトとして発売された。
1998年1月1日には、原作からゲーム内容を大幅にアレンジしたスーパーファミコン版『レッキングクルー'98』（WRECKING CREW'98）がニンテンドウパワーで書き換え開始。5月23日にはニンテンドウパワーと同内容のロムカセット版も発売された。移動して壁を壊すという要素は同じだが、対戦型のアクションパズルとなっている。
2004年5月21日にファミコンミニシリーズ第2弾の内の1本としてゲームボーイアドバンス版が発売。内容はほぼファミコン版の移植である。ハイスコアのセーブなどが可能で、さらに新機能としてデザインモードの作成で一斉に配置などができる便利機能が追加されている。
2008年2月5日からWiiのバーチャルコンソールでファミコン版が配信されている（500Wiiポイント）。ファミコンミニに搭載されてあったデザインモードの便利機能も搭載されており、周辺機器なしでデザインしたステージをセーブすることができるようになっている。
2011年にニンテンドー3DSを価格改定前に購入し、なおかつ1度でもニンテンドーeショップにアクセスしたユーザーに、アンバサダー・プログラムで先行版バーチャルコンソールにおけるファミリーコンピュータの無料配信10タイトルの1つとして配信された。2012年9月19日から一般配信もされておりWii版と同価格だが、デザインモードのセーブ機能は使用不可になっている。
2013年6月19日にWii U版バーチャルコンソールが配信開始。価格はWii版・3DS版と同じ（Wii版を購入済みなら、優待価格100円）、デザインモードのセーブ機能は使用可能である。
2020年5月1日にNintendo Switchのアーケードアーカイブスにてアーケード版が配信開始。

## ゲーム内容

### VS.レッキングクルー（アーケード版）
マリオ（2プレイヤーはルイージ）を操り、敵キャラクターをうまく回避・誘導しながら建物内の全ての壁やハシゴを解体するアクションゲーム。ダイナマイトを使用すれば、隣接する壁やハシゴにハンマー1回分のダメージを与え一気に壊せるが、壊す順番をよく考えないと制限時間にまにあわない。なお、アーケード版ではファミコン版と異なり、支柱やドラム缶がない、すべてのフロアに床が存在し、物理的に到達不可能な場所がない、などパズル的要素は希薄で、手詰まりは存在しない。
高次面になるとほぼ全面に壁が存在するようになり、さらに高次面になると次第に壁が硬くなり、壊すために叩かなければいけない回数が増える。敵に触れたり制限時間がなくなると1ミスとなり、マリオの残機がなくなるとゲームオーバー。規定得点を得ると残機が追加される。初期設定では50000点で1回で、初回のエクステンドと追加（エブリ）エクステンドをそれぞれ20000〜100000点orなしの8段階から設定可能。なお、敵に触れてミスした場合はその場復活だが、制限時間がなくなった場合は、その面の初期状態まで戻される。制限時間は、面クリア時にボーナス得点として加算される。
本作はプレイヤー（表）とパートナー（裏）に分かれて対戦する仕組みであり、1人プレイの場合は、コンピュータ（以下CPU）がパートナーを担当する。CPUはダイナマイトに隣接する壁や、プレイヤーのいる場所の壁を優先的に壊してきたり、扉を開けてモンスターをプレイヤー側に誘導したりと、プレイヤーの不利になるような行動を取るため、CPUの妨害を交わしながら解体していかなくてはならない。なお、CPUは敵に触れてもミスにならない。また、画面上には反対側にいる相手の動きが影として表示される。
プレイヤーとパートナーが向かい合っている状態で壁などを壊すか扉を開ける、またはパートナーのいる位置の壁に隣接するダイナマイトを壊すとパートナーは最下段まで落ちる。パートナーも同様の行動を取り、その場合はプレイヤーが最下段まで落とされる。なお、いずれもミスにはならない。
ダイナマイトで壁を連鎖させて壊すと高得点（800→1600→2400→以後3200点）。4面ごとにボーナスステージが存在し、ライバルのブラッキーより早く壁の中に隠されたコインを探し出すとボーナス点を獲得できる。一度目の破壊でコインを見つければ、さらに多くのボーナス点が獲得できる。隠れキャラクターは存在しない。
BGMがファミコン版と全く異なっており、音源化されていない貴重なサウンドとなっている。
対戦プレイを行うためには、純正VS筐体やタイトーのVSキック&ラン純正筐体、セガのバーサスシティなどの同様の対戦台用の筐体か、通常の筐体を2台用意する必要がある。純正でも、テーブルまたはミニアップライト筐体では1人用しかできない。

### レッキングクルー（ファミリーコンピュータ版）
ファミコン版はアーケード版をさらに発展させたもので、各フェーズ（同作品ではPhaseで区分している）、15×8階の上下スクロールとなっており、全部で100フェーズ存在する。また、仕掛けとして支柱、ドラム缶などが追加され、パズルゲーム要素が強くなった。タイトル画面から自由にフェーズを選んでスタートすることが可能。

### 仕掛け

#### 非破壊対象
扉
破壊不可能だが、叩くことができるうえに、後述するダイナマイトの爆風は持続する。普段は閉じているが、ハンマーで叩くかダイナマイトを破裂させると一時的に開く。ダイナマイトを使用した場合、ステージ上の全ての扉が開く。うまく誘導して開いた扉に敵を誘い込むと、扉に入った敵の攻撃判定がなくなり、重なったりすれ違ったりできる（シルエットの状態で再び扉をくぐった敵は元に戻る）。スパナゴン、ナスビ仮面が合計2体以上いるステージで全ての敵を扉に入れると、敵の動きが一定時間止まる。なお、ブラッキーは通り道に閉じた扉がある場合、必ずハンマーで扉を叩いて開けるという性質がある。エディットでは設置は8個までと制限が設けられており、また、支柱の上に置くことはできない。
支柱
破壊可能。上にある物体を支えている柱。叩いて破壊できるが、壊さなくてもクリアできる。ファミコン版から登場したパズル要素の高い物体で、破壊すると真上にある物体が落ちてくる。通常の壁と同じくブラッキーが壊しに来るので要注意。また真上にドラム缶がある場合は特に注意が必要。エディットでは支柱の上に支柱を設定することはできない。また、支柱の上にハシゴがあると壊したときにハシゴがちぎれてしまう。これがハシゴ壁（後述）だった場合、ちぎれた上段はダイナマイトでしか破壊できなくなる。
ドラム缶
破壊不可能。障害物となる物体で、これがある場所は通り抜けできない。ファミコン版から登場。乗っている支柱を壊して落とすことで敵を中に閉じ込めて動けなくすることができる。ただし自分が入ってしまうと脱出不可能となり火の玉も素通りするためリセットするしかなくなる。またドラム缶の上に降りて渡ることができるが、上階の床面よりも低くなっており、このゲームのマリオはジャンプできないので床面に昇ることはできない。場合によっては床面による『はまりこみ』に陥り、この状態になると飛んでくる火の玉にも当たらないため、リセットするしかなくなる。
ハシゴ
破壊不可能。昇り降りすることで上下のフロアに移動できる。ダイナマイトの爆風は止まってしまう。
ダイナマイト
破壊可能。ハンマーで叩くことで破裂させることができる。使用することで隣接する破壊可能物体にハンマー1回分のダメージを与えるほか、連続で隣接している場合は次々とダメージを与え続けることが可能。破壊した場合は、得点にも倍率がかかる。叩いた後破裂するまでに若干のタイムラグがあり、破裂の瞬間にマリオとダイナマイトが重なっていると、爆風で1階まで落とされてしまう。他の壊せる物体と異なり、ブラッキーが叩くことはない。また一定の条件を満たすことで隠れキャラクターが登場する。

#### 破壊対象
壁
耐久性の違う3種類の壁が存在する。各壁でグラフィックが違い、それぞれ1回〜3回ハンマーで叩くか、ダイナマイトを使用することで破壊可能。
ハシゴ壁
破壊可能なクリーム色のハシゴ。ファミコン版からは上下に伸びた長いハシゴ壁も登場。しかし、最下段を叩くか、どこか一箇所にダイナマイトの爆風を当てることで一度にすべてを破壊できる。壊した後は昇降できなくなる。また、敵キャラクターの乗降中に叩くと最下段まで落とすことができる。ブラッキーに壊された場合も同じで、その場合、マリオは最下段まで落とされる。なお、支柱によって千切れてしまった場合はダイナマイトでしか破壊できなくなる。また破壊前後にかかわらず、千切れた部分から降りることが可能。かなりパズル要素の高い物体で、ダイナマイト、支柱とともによく考えて破壊する必要がある。また、このハシゴ壁は他の物体と同様にブラッキーに壊される恐れがある。

## キャラクター

### 敵キャラクター
登場するのは、マリオブラザーズに登場した火の玉を除けば独自の敵キャラクターばかりである。一部のキャラクターは『大乱闘スマッシュブラザーズDX』のフィギュアで紹介されている。スパナゴンとナスビ仮面は昇降しているハシゴ壁を崩す、ダイナマイトの爆風に巻き込む、ブラッキーに叩かせる、後述のスーパーハンマーを使ってタイミングよく叩くなどで一定時間気絶させることが可能（ただし復活すると移動速度がアップする）。なお、アーケード版『VS.レッキングクルー』では、敵キャラクターはスパナやナスビのジャンクを被った地縛霊のような姿をしており、ドアをくぐることでその正体を現すような意匠となっていたが、ファミコン版では通常時にはその亡霊姿は見えないようになっている。
スパナゴン
スパナでできた恐竜のような姿をしている。オレンジ色をした「スパナゴン1」と、動きの速い紫色の「スパナゴン2」の2種類が存在する。ひたすらマリオを追尾してくる。普通は逃げるほかないが、梯子を下っているときに、梯子を上っている途中のマリオのヘルメットを床と勘違いしてそのまま降りずに歩いていく癖がある。また、紫色のスパナゴンはマリオに叩き落とされると怒って動くスピードが速くなる。アーケード版には終盤面から赤と紫の斑模様のスパナゴンも登場する。
ナスビ仮面
ナスに手足が生えたような姿をしている。マリオ、ルイージを無視して通路に沿って規則的に走り回る。最もスピードが速い。ハシゴがあると登りは3段（ただし、途中に動ける床があれば途中で曲がる）、下りは1段だけ動き、行き止まりがあれば引き返すという習性がある。
ブラッキー（現：スパイク）
ファミコン版から登場。服装はマリオと似ている。マリオの近くの壁の裏に回り込み、先に壁を破壊してマリオを1階に落とそうとする（ただし、1階に落としてもらわないとクリアできないステージも存在する）。逆に、こちらが先に壁を壊せば叩き落とすことができる。
2人対戦を前提としたアーケード版から、1人用（2人交互プレイ）として作り直されたファミコン版での仮想的な対戦相手役（アーケード版におけるマリオ操作時のルイージ、もしくはルイージ操作時のマリオの代替）の立ち位置である。攻撃判定がないことや、壁を挟んで対峙し互いに落とし合うなどの共通点もある。
火の玉
一定時間ごとにマリオ、あるいはルイージのいるフロアに現れる。波形に飛びながらフロアを横切り反対側の端に達すると消える。ファミコン版では、1周すると出現のタイミングが早くなる。スーパーハンマーでも倒すことができないが、特定の位置に安全地帯がある。

### 隠れキャラクター
ファミコン版から登場。特定の条件を満たすと出現する。「文字」は出現させるだけで効果があり、その他のものは重なってハンマーを振ることで取得できる。
- ダイナマイトから出現するもの。3個以上のダイナマイトがあるフェーズでは順番通り破裂させることによって必ず出現する。

豚
得点800点。
サンタクロース
得点1600点。
招き猫
得点3200点。
スーパーハンマー（ゴールデンハンマー）
得点3200点。いわゆるパワーアップアイテムで、取得するとBGMが変化し（ボーナスステージを除く）、ハンマーを振る動作が速くなってどんな壁も一撃で破壊することが可能になる。敵をハンマーで直接叩いて落とすことも可能になるが、扉に入っていないスパナゴンやナスビ仮面の場合はタイミングよくハンマーを振らないと体当たりを受けてやられてしまう。また、ある操作により空中移動や、空中移動中にドラム缶が存在する場合に限り、ドラム缶をすり抜けることも可能になる。ミスするまで使用できる。なお、取扱説明書の正式名称はスーパーハンマーだったが、ゲーム攻略本や雑誌などが「ゴールデンハンマー」と間違って紹介したなどで、間違った名称が定着し、のちに公認名称となった。
- 破壊対象の壁（ハシゴ壁は除く）から出現するもの。

文字
M→A→R→I→O（2プレイヤーはL→U→I→G→I）と、順番通りに出現させれば残り人数が1UPする。地形上の関係で出現させることができない、攻略の関係上出現させるとクリアできないフェーズも存在する。

## 移植版
| No. | タイトル                                      | 発売日                                      | 対応機種               | 開発元                     | 発売元     | メディア                                      | 型式             | 売上本数        | 備考                                                                  |
| --- | --------------------------------------------- | ------------------------------------------- | ---------------------- | -------------------------- | ---------- | --------------------------------------------- | ---------------- | --------------- | --------------------------------------------------------------------- |
| 1   | レッキングクルー                              | 1985年6月18日 1985年10月18日 1987年10月15日 | ファミリーコンピュータ | 任天堂 岩崎技研工業        | 任天堂     | 320キロビットロムカセット                     | HVC-WR           | -               | アーケード版とはゲーム内容が一部異なる 2人用は交互プレイ              |
| 2   | レッキングクルー                              | 1989年2月3日                                | ディスクシステム       | インテリジェントシステムズ | 任天堂     | ディスクカード片面                            | FMC-WRD          | 書き換え：2万回 | ファミリーコンピュータ版の移植 書き換え専用                           |
| 3   | レッキングクルー'98                           | 1998年1月1日                                | スーパーファミコン     | パックスソフトニカ         | 任天堂     | フラッシュロムカセット （ニンテンドウパワー） | SHVC-BWCJ        | -               | 新作の『'98』とファミコン版の移植のカップリング 書き換え専用ソフト    |
| 4   | レッキングクルー'98                           | 1998年5月23日                               | スーパーファミコン     | パックスソフトニカ         | 任天堂     | ロムカセット                                  | SHVC-BWCJ        | -               | ニンテンドウパワー版の移植                                            |
| 5   | ファミコンミニ14 レッキングクルー             | 2004年5月21日                               | ゲームボーイアドバンス | インテリジェントシステムズ | 任天堂     | ロムカセット                                  | AGB-P-FWCJ-JPN   | -               |                                                                       |
| 6   | レッキングクルー                              | 2007年8月24日 2007年11月19日 2008年2月5日   | Wii                    | インテリジェントシステムズ | 任天堂     | ダウンロード （バーチャルコンソール）         | -                | -               | ファミリーコンピュータ版の移植                                        |
| 7   | レッキングクルー                              | 2011年8月31日 2011年9月1日                  | ニンテンドー3DS        | インテリジェントシステムズ | 任天堂     | ダウンロード （バーチャルコンソール）         | CTR-N-TAGJ-JPN-0 | -               | ファミリーコンピュータ版の移植 アンバサダー・プログラム対象者限定配信 |
| 8   | レッキングクルー                              | 2012年9月19日 2013年3月7日                  | ニンテンドー3DS        | インテリジェントシステムズ | 任天堂     | ダウンロード （バーチャルコンソール）         | CTR-N-TAGJ-JPN-1 | -               | ファミリーコンピュータ版の移植                                        |
| 9   | レッキングクルー                              | 2013年6月19日 2013年6月20日                 | Wii U                  | インテリジェントシステムズ | 任天堂     | ダウンロード （バーチャルコンソール）         | -                | -               | ファミリーコンピュータ版の移植                                        |
| 10  | レッキングクルー'98                           | 2016年9月28日                               | Wii U                  | パックスソフトニカ         | 任天堂     | ダウンロード （バーチャルコンソール）         | -                | -               | スーパーファミコン版の移植                                            |
| 11  | ファミリーコンピュータ Nintendo Switch Online | 2019年7月17日                               | Nintendo Switch        | 任天堂                     | 任天堂     | ダウンロード                                  | -                | -               | ファミリーコンピュータ版の移植                                        |
| 12  | VS.レッキングクルー                           | 2020年5月1日                                | Nintendo Switch        | インテリジェントシステムズ | ハムスター | ダウンロード （アーケードアーカイブス）       | -                | -               | アーケード版の移植                                                    |
| 13  | スーパーファミコン Nintendo Classics          | 2024年4月12日                               | Nintendo Switch        | 任天堂                     | 任天堂     | ダウンロード                                  | -                | -               | スーパーファミコン版の移植                                            |

### ファミリーコンピュータ版
マリオ（2プレイヤーはルイージ）を操り、敵キャラクターを上手く回避・誘導しながら建物内の全ての壁やハシゴを解体するアクションパズルゲーム。2人プレイは1人ずつの交互プレイになっている。ダイナマイトを使用すれば壁やハシゴを一気に壊せるが、壊す順番をよく考えないと手詰まりになる。ボーナスステージはアーケード版と共通である。全100面の中から最初のステージを自由に選んでスタート可能。自作の面をエディットできるデザインモードも搭載されている。
ナスビ仮面、スパナゴン、ブラッキーなどの敵キャラクターや、豚、サンタクロース、招き猫、ゴールデンハンマーなどの隠れキャラクターが登場する。
ロムカセット版ではデザインモードで作成した面の保存にファミリーベーシックとデータレコーダが必要。

#### ディスクシステム版
ゲーム内容はロムカートリッジ版と同様だが、特別な機器がなくてもデザインモードで作成した面の保存が可能になっている。

## 音楽
サウンドトラック
- 『ファミコン・ミュージック』
1986年5月25日、G.M.O.レコードより発売されたアルバム内の一作品として収録されている。
- 『ファミコン 20TH アニバーサリー オリジナル・サウンド・トラックス VOL.1』
2004年1月7日、サイトロン・デジタルコンテンツより発売されたCD内の一作品として収録されている。

## スタッフ
ファミリーコンピュータ版
- エグゼクティブ・プロデューサー：山内溥
- プロデューサー：横井軍平
- ディレクター：岡田智
- プログラマー：中村俊之、TOMOYO chan、YASE SOBAJIMA、AKINA chan
- デザイン：坂本賀勇、加納誠
- サウンド・コンポーズ：田中宏和

## 評価
ファミリーコンピュータ版
ゲーム誌『ファミリーコンピュータMagazine』の1991年5月10日号特別付録「ファミコンロムカセット オールカタログ」では、「爆弾で、壁を一気に壊すことをおぼえるとやみつきになることうけあい。100面は、ものすごくむずかしい」、「隠された名作パズル」と紹介されている。
ニュースサイト「Game Watch」の鴫原盛之は、2021年に寄せたレビュー記事の中で、Nintendo Switch Onlineで配信されているファミリーコンピュータ版について、一見すると画面構成が地味なうえ、クリアには頭を使う必要があるものの、あらゆるものを壊せるゴールデンハンマーによってさらなる楽しさを見いだせたと評価しており、36年前の作品とは思えないほど古臭さがまったくなかったとしている。